# Juju (álbum)
Juju é o quarto álbum de estúdio da banda Siouxsie & the Banshees, lançado em 1981.
Após ter mostrado uma tendência à música eletrônica em seu último álbum, Siouxsie & the Banshees retornam com um som mais baseado na guitarra e parecido com os seus dois primeiros álbuns. Juju foi remasterizado em maio de 2006 e lançado em um único disco, mas existem planos para que seja lançada uma versão especial de luxo com dois discos no final de 2006, semelhante a edição especial que o álbum The Scream recebeu em 2005.

## Faixas
Todas as músicas compostas por Sioux, McGeoch, Severin e Budgie.
1. "Spellbound"
2. "Into the Light"
3. "Arabian Knights"
4. "Halloween"
5. "Monitor"
6. "Night Shift"
7. "Sin in My Heart"
8. "Head Cut"
9. "Voodoo Dolly"

### Versão remasterizada de 2006
1. "Spellbound"
2. "Into the Light"
3. "Arabian Knights"
4. "Halloween"
5. "Monitor"
6. "Night Shift"
7. "Sin in My Heart"
8. "Head Cut"
9. "Voodoo Dolly"
10. "Spellbound" (12" Mix)
11. "Arabian Knights" (12" Vocoder Mix)
12. "Fireworks"(Nigel Gray Version)

## Créditos
- Siouxsie Sioux: vocal, guitarra na música "Sin in My Heart"
- Steven Severin: baixo
- Budgie: bateria, percussão
- John McGeoch: guitarra

## Posição nas paradas musicais
| Parada (1981)                       | Melhor posição |
| ----------------------------------- | -------------- |
| Nova Zelândia (RMNZ)                | 29             |
| Reino Unido (Official Albums Chart) | 7              |

## Certificações
| Região                                                                                                  | Certificação | Vendas  |
| --- | ------------ | ------- |
| Reino Unido (BPI)                                                                                       | Prata        | 60,000^ |
| *números de vendas baseados somente na certificação ^números de vendas baseados somente na certificação |              |         |